# 세운재정비촉진지구
세운재정비촉진지구는 서울특별시 중구 을지로동에 개발 중인 도시 개발 사업이다.

## 개요
기존 노후된 세운상가를 철거하고 고층 빌딩, 공원을 건설한다.